# ۲سی-دی
۲سی-دی (به انگلیسی: 2C-D) با فرمول شیمیایی C۱۱H۱۷NO۲ یک ترکیب شیمیایی با شناسه پاب‌کم ۱۳۵۷۴۰ است. که جرم مولی آن ۱۹۵٫۲۶ g/mol می‌باشد.